# Stade Océane
El Stade Océane anteriormente Grand Stade du Havre es un estadio multiusos ubicado en la ciudad de Le Havre, Alta Normandía, Francia. El recinto fue inaugurado en 2012 y posee una capacidad para 25 178 espectadores, todos en butacas. Acoge los partidos de local del Le Havre Athletic Club de la Ligue 1.
Reemplaza al anterior estadio del club el Stade Jules Deschaseaux en funciones desde 1932 hasta 2012, y sede de un partido de la Copa Mundial de Fútbol de 1938 entre Selección de Checoslovaquia y Holanda.
El estadio fue inaugurado el 12 de julio de 2012, exactamente dos años después del inicio de la construcción, con un partido amistoso entre Le Havre AC y Lille OSC con triunfo visitante por 2-1. El 15 de agosto de 2012, la Selección francesa de fútbol disputó su primer juego en el estadio ante la Selección uruguaya que terminó en un empate sin goles frente a 25 000 espectadores.
El estadio fue seleccionado como una de las nueve sedes de la Copa Mundial Femenina de Fútbol de 2019 a realizarse en Francia.

## Eventos

### Copa Mundial Femenina de Fútbol de 2019
- El estadio albergó siete partidos de la Copa Mundial Femenina de Fútbol de 2019.
| Fecha               | Selección #1  | Resultado | Selección #2   | Ronda                 | Espectadores |
| ------------------- | ------------- | --------- | -------------- | --------------------- | ------------ |
| 8 de junio de 2019  | España        | 3 - 1     | Sudáfrica      | Primera fase, Grupo B | 12 044       |
| 11 de junio de 2019 | Nueva Zelanda | 0 - 1     | Países Bajos   | Primera fase, Grupo E | 10 654       |
| 14 de junio de 2019 | Inglaterra    | 1 - 0     | Argentina      | Primera fase, Grupo C | 20 294       |
| 17 de junio de 2019 | China         | 0 - 0     | España         | Primera fase, Grupo B | 11 814       |
| 20 de junio de 2019 | Suecia        | 0 - 2     | Estados Unidos | Primera fase, Grupo F | 22 418       |
| 23 de junio de 2019 | Francia       | 2 - 1     | Brasil         | Octavos de final      | 23 965       |
| 27 de junio de 2019 | Noruega       | 0 - 3     | Inglaterra     | Cuartos de final      | 21 111       |